# Karekare
Le karekare ou karai-karai (en karekare : bṑ karaikarai) est une langue afro-asiatique parlée au Nigeria.

## Classification
Cette langue fait partie du sous-groupe des langues bole, qui fait lui-même partie de la sous-famille des langues tchadiques occidentales.

## Écriture
| Majuscules | A | B | Ɓ | C | D | Ɗ | E | G | H | I | J | K | L | M | N | O | P | R | S | T | U | V | W | ʼW | Y | ʼY | Z |
| Minuscules | a | b | ɓ | c | d | ɗ | e | g | h | i | j | k | l | m | n | o | p | r | s | t | u | v | w | ʼw | y | ʼy | z |

Les digrammes ‹ dl, hn, tl, zh › sont aussi utilisés.